# بنفشه‌درق (چاراویماق)
بنفشه‌درق یکی از روستاهای استان آذربایجان شرقی است که در دهستان چاراویماق جنوب شرقی بخش شادیان شهرستان چاراویماق واقع شده‌است.این روستا ۱۰۵ نفر جمعیت دارد.روستای بنفشه‌درق بابخش شادیان۷۰کیلومتر،باشهرقره آغاج ۶۲کیلومتر،وبامرکزاستان آذربایجان شرقی ۲۱۲کیلومتر فاصله دارد.